# Книга Праведного
«Книга Праведного», «Книга доблесного»(дав-євр. סֵפֶר הַיׇּשׇׁר «Сефер га-Яшар», дав.-гр. Βιβλίον τοΰ εύθοΰς; лат. liber iuotorum  )), згадується також як "Книга Яшар" або " Книга Яшер " - одна з найдавніших єврейських книг, яка є втраченою. Є припущення , що це була збірка героїчних поем та гімнів, складена в ранньоізраїльську епоху. Книга згадується в Біблії.

## Згадки в Танахі
Ця книга двічі згадується в Танахі (біблійному Старому Заповіті):
- в описі битви при Гаваоні під час зупинки сонячного руху, наводиться уривок з однієї пісні з посиланням на те, що її  взято з книги Праведного

...Чи це не написане в книзі Праведного? І сонце стало на половині неба, і не поспішалося заходити майже ці́лий день.Оригінальний текст (англ.)
הֲלֹא הִיא כְתוּבָה עַל סֵפֶר הַיָּשָׁר וַיַּעֲמֹד הַשֶּׁמֶשׁ בַּחֲצִי הַשָּׁמַיִם וְלֹא אָץ לָבוֹא כְּיוֹם תָּמִים— Єг 10:13
- також під час жалоби Давида за Саулом та Йонатаном:

…та й сказав навчи́ти Юдиних синів пісні про лу́ка. Ось вона напи́сана в книзі Праведного:Оригінальний текст (англ.)
[וַיֹּאמֶר לְלַמֵּד בְּנֵי יְהוּדָה קָשֶׁת הִנֵּה כְתוּבָה עַל סֵפֶר הַיָּשָׁר] Помилка: [undefined] Помилка: {{Lang}}: немає тексту (допомога): не вказано код мови (допомога)— 2Сам 1:18
Септуагінта упускає посилання на «Книгу Праведного», а в другому місці вона називає її «Βιβλίον τõυ Εύθούς».
Енциклопедичний словник Брокгауза і Єфрона припускає, що на цей або подібний збірник вказується в Книзі Чисел, де йдеться про«Книгу воєн Господніх» ( «Тому розповідається в "Книжці воєн Господніх"» (4 М. 21:14)    ) .
Питання, до якої саме книги належать згадки книги סֵפֶר הַיׇּשׇׁר в тексті Танаха був предметом тривалих дискусій; багато коментаторів Святого Писання припускали, що під цим найменуванням мається на увазі одна з книг, що увійшла в Танах. Думка середньовічного коментатора Леві бен Гершома про те, що йдеться про окрему книгу, втрачену, можливо, під час Вавилонського полону, згодом стала більш прийнятною.

## Гіпотези про зміст
На думку вчених- біблеїстів, це була збірка релігійних гімнів, складених, або записаних різними авторами в різні часи з приводу найважливіших подій життя єврейського народу. Можливо, свою назву книга отримала через те, що в ній оспівувалися діяння доблесних, праведних і благочестивих героїв, наприклад, перемога Ісуса Навина над амореями . Пов'язана з плачем Давида на смерть Саула і Йонатана біблійне посилання до «Книги», дозволяє припустити, що цей плач входив у неї під назвою «Лук», і інші пісні також мали назви. Існує також припущення, що це був щорічно оновлюваний літописний збірник, а свою назву він міг отримати за чесність і точність автора-хроніста .

## Претенденти
Існує кілька книг під цією назвою. Деякі з них претендували на ідентичність втраченої біблійної книги, але вони або є прямими підробками, або складені набагато пізніше біблійних часів.
Найбільшу популярність отримав текст The Book of Jasher, вперше опублікований в 1751 у Лондоні, і відомий як Pseudo-Jasher . Видавець Джейкоб Айлів інформував, що він публікує знайдений дуже давно літописний рукопис — переклад загубленої біблійної книги, зроблений у VIII столітті Алкуїном з Нортумбрії. Книга передувала передмовою від імені перекладача (Алкуїна), де розповідалося про історію виявлення Алкуїном в перському місті Газна оригінального рукопису, що знаходився там з часів Вавилонського полону. Зміст книги містив твори на теми біблійних історій від Адама до епохи Суддів, написане від імені неіснуючого в Книзі Суддів, судді Яшера. Деякі місця з книги є парафразами біблійного тексту, але основний зміст, мабуть, написано самим Айлівом. Книга була популярна, хоча майже одразу після опублікування була оголошена фальшивкою. У 1829 році цей же текст з дрібними змінами був перевиданий у Бристолі, під виглядом рукописного перекладу Алкуїна, що вперше видається, і без згадки Айліва. Книга була негайно оголошена незграбною фальшивкою та викликала великий скандал; незважаючи на це вона була дуже популярна і широко обговорювалася до кінця XIX століття. Цей же текст був перевиданий в 1934 році в Санта-Барбарі орденом розенкрейцерів  .
У 1625 році у Венеції на івриті вийшла книга Сефер га-Яшар, що являла собою мідраш на теми біблійної історії від Адама до епохи Суддів. У передмові до книги оголошувалося, що вихідний анонімний рукопис було врятовано з Єрусалиму під час руйнування Другого Храму. Ні в цій передмові, ні в передмові видавця не робилося прямих спроб заявити претензію на відповідність біблійній книзі; однак і зміст передмови, і будова тексту, на думку дослідників, показують наявність такого задуму. Збереглися вкрай різкі висловлювання рабина Леоне да Модена, що ставить цю книгу в контекст «фальшивого авторства»; враховуючи, що так Модена входив до цензурного комітету Венеції, цілком можливо, що пряме ототожнення з біблійною книгою містилося в тексті, але було знято на його вимогу. Хоча щодо цієї книги існувало кілька версій ототожнення її з іншими творами, практично ніхто не вважав її оригінальною біблійною книгою   .
У 1840 в Нью-Йорку вийшов англійський переклад мідраша Сефер га-Яшар . Книга була озаглавлена "The Book of Jasher: Referred to in Joshua and Second Samuel", з явним посиланням до біблійної книги; при цьому видавець прямо не заявляв претензію на відповідність біблійній книзі, підкреслюючи лише, що вихідний рукопис є «виключно старим»; перекладач у своїй передмові заявляв, що за винятком кількох сумнівних місць ця книга загалом — безсумнівно та сама, що згадується в Біблії; друге видання включало відгуки, які піддають сумніву, так і підтверджують можливість ідентичності з втраченою біблійною книгою. Широкого поширення набуло перевидання цієї книги, зроблене в 1887 в Солт-Лейк-Сіті мормонами; хоча Церква Ісуса Христа Святих останніх днів ніколи офіційно не оголошувала книгу підробкою, це видання фігурує у складеному списку «біблійних загублених книг».